# .pro
pro هو نطاق المستوى الأعلى العام (gTLD) في نظام اسم المجال على الإنترنت. اسمهُ مشتق من كلمة احتراف باللغة الإنجليزية، مما يدل على أنَّ استخدامهُ يَتم من قِبَل «مُستخدمين محترفين معتمدين».

## تاريخ
تم إطلاق النطاق في الأصل في يونيو 2004 مع تسجيل يقتصر على أربع مهن: المحاسبين والمهندسين والمحامين وأطباء في دول مُحددة وهي كندا وألمانيا والمملكة المتحدة والولايات المتحدة.
بعد التشاور مع آيكان، أُعِيدَ إطلاق المجال في سبتمبر 2008 مع صلاحيات أوسع لتشمل المهنيين المعتمدين في جميع البلدان. 
في عام 2012، استحوذت شركة Afilias ‏ المحدودة على شركة RegistryPro (وهيَّ مُديرة هَذا النطاق).

## التسجيلات
يصف موقع المجال الرسميّ المَعايير الرسميّة على النحو التالي: 
- مقدم الطلب يقدم خدمات احترافية
- يتم قبول مقدم الطلب أو ترخيصه من قبل هيئة إصدار شهادات حكومية أو كيان ترخيص قضائي معترف به من قبل هيئة حكومية تتحقق بانتظام من دقة بياناتها.
- مقدم الطلب في وضع جيد.

يَسْمَح سجل المجال بتسجيل نطاقات المستوى الثالث في المجالات التالية: 
- قانوني: law.pro ، avocat.pro ، jur.pro ، recht.pro
- المحاسبة: cpa.pro، aaa.pro، aca.pro، acct.pro
- طبي: med.pro
- الهندسة: eng.pro

اعتبارًا من أبريل 2011، فانهُ يتم تسجيل المجالات من خلال 44 مسجل نطاق معتمد. وفي يناير 2011، تَجَّاوز عدد المجالات المسجلة 100،000. في أبريل 2010، فإن غالبية المجالات مسجلة في الولايات المتحدة (42٪)، تليها فرنسا (24٪) والاتحاد الروسي (5٪). 
حَصَلَ تغيير تنظيمي جَعَلَ اسم النِطاق غير مقيد لجميع المسجلين اعتبارًا من 16 نوفمبر 2015. 

## رَوابط خَارجيَّة
- RegistryPro
- مخول النطاق
- شركاء المسجلون للمحترفين
- سجل تفويض IANA